# Cobb–Douglas-függvény
A Cobb–Douglas-függvények a közgazdaságtan különböző területein, így a mikroökonómiai fogyasztás- és termeléselméletben, valamint a makroökonómiában is széles körben használatos függvények. Elsőként Knut Wicksell svéd közgazdász alkalmazta őket, elnevezésük mégis az amerikai Charles Cobb matematikus és Paul Douglas közgazdász nevéből származik.
Cobb és Douglas a határtermelékenységi elméletben az egyes tényezők hozzájárulását a használati érték termeléshez társadalmi méretekben igyekeztek megragadni. Az Euler-tételből kiindulva a termékmennyiség és a tényezők mennyisége közötti függvényszerű összefüggést mutatták ki. Kísérletet tettek a munka és a tőke határtermelékenységének számszerűsítésére. 
A Cobb–Douglas-függvények a CES-függvények olyan speciális eseteinek tekinthetők, amelyekre {\displaystyle \rho \rightarrow 0}.

## Általános alakjuk
Egy n-változós Cobb–Douglas-függvény általános alakja:
ahol c és minden ai pozitív konstans.
Olykor célszerűbb a függvény valamilyen alapú logaritmusával dolgozni:

## Tulajdonságaik
A Cobb–Douglas-függvények
- folytonosak és minden változójuk szerint parciálisan differenciálhatók;
- monoton növekvők (minden xi > 0 esetén szigorúan);
- konkávak, ha {\displaystyle \sum a_{i}\leq 1} ({\displaystyle \sum a_{i}<1} esetén szigorúan);
- egységnyi helyettesítési rugalmasságúak;
- {\displaystyle \sum a_{i}}-edfokon homogének.

Ezek a tulajdonságok megkönnyítik a fogyasztási és termelési optimumok megkeresését és kezelését. Emiatt a Cobb–Douglas-függvényeket jól viselkedő – hasznossági, illetve termelési – függvényeknek szokás nevezni.

## A Cobb–Douglas termelési függvény
Cobb és Douglas konkrét függőséget akart kimutatni a tőke és a munka mennyisége, valamint a termelés volumene között. Termelési függvényük kiinduló képlete, Q=f(K,L) csak általánosságban fejezte ki, hogy a termelés függ a tőke és a munka mennyiségétől. 
(Q= quantity = mennyiség, K= kapital = tőke, L= labour =munka)
Az összefüggések megtalálása céljából Douglas az amerikai gyáripar 1899-1922 közötti statisztikai megfigyeléseit vizsgálta. Feltételezte, hogy a termelés mennyisége csupán a tőke és a munka mennyiségének változása miatt következett be. Tehát mind a technikai haladástól, mind pedig a munka minőségében bekövetkezett változásoktól eltekintett. Eljárása kényszerű volt, mivel e minőségi változásokat nem tudta számszerűsíteni. A termelés ciklikus változásától úgyszintén eltekintett, mivel mind a munka, mind a tőke azonos intenzitású kihasználását feltételezte. A munkát a foglalkoztatott munkások számaként, a tőkét kizárólag állótőkeként ragadta meg.  Az adatokból levont következtetések eredményeként Cobb és Douglas a 
```
                                        
Q=bL^(k ) K^m
```

összefüggést találta a legjobb  képletnek, ahol a termelési rugalmasságok a kitevőkben szerepelnek, b pedig azokat a termelési hatásokat fejezi ki, amelyek nem tudhatók be külön egyik tényezőnek sem. 
b és a termelési rugalmasságok meghatározására elképzelésük a következő volt: ha a munkáslétszám és a tőkeállomány időben különböző ütemben nőnek, azaz a tőke-munka arány időben változik, és ismerjük miként változik vele együtt a termelés, akkor korreláció-számítással meghatározható, miként függ a termelés külön-külön a tőkétől és a munkától. 
A függvény a fenti feltételezések mellett további sajátosságokkal is bír. Egyik alapvető jellemzője, hogy a helyettesítés rugalmassága= 1. ( A helyettesítés rugalmassága a tényezőarányok százalékos változásának és a helyettesítés százalékos változásának a hányadosa. A helyettesítés határrátájában a határtermelékenységek hányadosa fejeződik ki.) A függvény további alapvető tulajdonsága, hogy korlátlan helyettesítést fejez ki a tényezők között. Azonkívül sajátos módon fejeződik ki benne a tényezők határtermelékenységének rugalmassága. ( A tényezők határtermelékenységének rugalmassága a tőke-munka arány százalékos változása és a tényezők határtermelékenységének százalékos változása közötti viszonyt fejezi ki.) 
Tekintve, hogy a Cobb-Douglas termelési függvény a termelésben mutatkozó változásokat pusztán a tőke és a munka mennyiségi változásaira kívánta visszavezetni és nem vette számításba a technikai fejlődés hatásait, ezért a függvényt a későbbiekben többen finomították. Először Tinbergen kísérelte meg 1942-ben, majd Solow 1957-ben a technikai haladás elkülönítését. Így a függvény modernizált változatai már számolnak azzal, hogy a technikai haladásnak jórészt új tőkejavakban kell megtestesülnie. Az „emberi tőkébe” eszközölt beruházás révén kezdik figyelembe venni a szakképzettségnek a munka termelékenységére gyakorolt hatását. 
A Cobb-Douglas függvényt bírálói szerint nem lehet az erőforrások optimális elhelyezése számára mérceként felállítani, mivel a függvény révén kiszámított határtermelékenységek az erőforrások tényleges felhasználásával nyert határtermelékenységek, hisz a függvényben leírt összefüggés statisztikai tényadatok elemzéséből született.
Magyarországon részletesen először és világviszonylatban harmadikként Kádas Kálmán publikált empirikus eredményeket a Cobb-Douglas termelési függvények témakörében. Ld.: Az emberi munka termelékenységének statisztikai vizsgálata a magyar gyáriparban. Magyar Statisztikai Szemle, 1944. július-augusztus
Hoós János (közgazdász) foglalkozott még Mátyás Antal közgazdász professzoron kívül a Cobb–Douglas-függvényekkel egy közgazdasági alapművében. (A gazdasági növekedés alapvető tényezői, Közgazdasági és Jogi Könyvkiadó, 1970.) Sipos Béla 1982-ben publikálta  „Termelési függvények-vállalati prognózisok” c. könyvét, amit a Közgazdasági és Jogi Könyvkiadó adott ki. E könyvében foglalkozott a "Kádas-féle termelésifüggvény-számítás kiegészítésével." (Id. mű.: 111-120. old.)"